# Municipio de Cambria (Minnesota)
El municipio de Cambria (en inglés: Cambria Township) es un municipio ubicado en el condado de Blue Earth en el estado estadounidense de Minnesota. En el año 2010 tenía una población de 260 habitantes y una densidad poblacional de 5,12 personas por km².

## Geografía
El municipio de Cambria se encuentra ubicado en las coordenadas 44°13′20″N 94°19′3″O / 44.22222, -94.31750. Según la Oficina del Censo de los Estados Unidos, el municipio tiene una superficie total de 50.78 km², de la cual 49,93 km² corresponden a tierra firme y (1,68 %) 0,85 km² es agua.

## Demografía
Según el censo de 2010, había 260 personas residiendo en el municipio de Cambria. La densidad de población era de 5,12 hab./km². De los 260 habitantes, el municipio de Cambria estaba compuesto por el 97,69 % blancos, el 0,38 % eran afroamericanos, el 0,38 % eran asiáticos y el 1,54 % eran de una mezcla de razas. Del total de la población el 0 % eran hispanos o latinos de cualquier raza.